# Ecorregión de agua dulce Iguazú
La ecorregión de agua dulce Iguazú (346) es una georregión ecológica acuática continental situada en el centro-este de América del Sur. Se la incluye en la ecozona Neotropical.

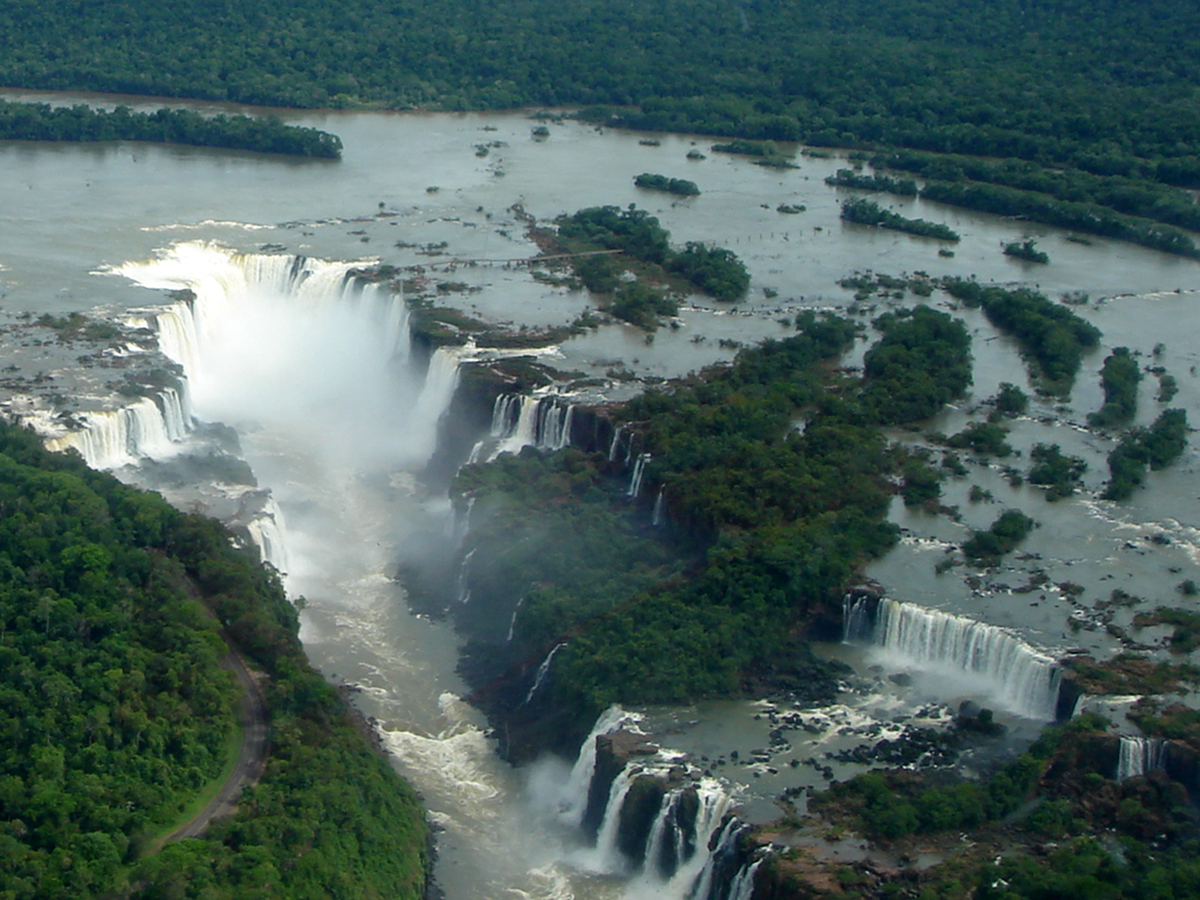
Las cataratas del Iguazú marcan un límite neto entre la ecorregión de agua dulce Iguazú, situada en el Alto río Iguazú aguas arriba de las caídas, de la ecorregión de agua dulce Paraná inferior, correspondiente a las aguas del Bajo río Iguazú, desde el pie de los saltos hasta que las mismas llegan al Atlántico. La elevada altura de estas caídas hace que estas dos ecorregiones de agua dulce se muestren, desde el punto de vista de sus ictiofaunas, completamente aisladas.

## Distribución
Se distribuye en el sudeste del Brasil en los estados de Paraná y Santa Catarina, y en el extremo nordeste de la Argentina, en el nordeste de la Provincia de Misiones.
Cubre la cuenca del río Iguazú superior, desde sus nacientes en la serra do Mar a 1350 m s. n. m., hasta la altitud de 136 m s. n. m. en el delta que se forma inmediatamente antes de las enormes cataratas del Iguazú las que, con sus 80 metros de altura, constituyen una pared infranqueable para la ictiofauna del río Alto Paraná (perteneciente a la ecorregión de agua dulce Paraná inferior), la cual habita hasta la base misma de las caídas.   
El origen de la cuenca del río Iguazú se remonta al asentamiento basáltico durante la formación de la Serra Geral, en el Cretácico. Su ictiofauna se encuentra aislada de la del río Paraná desde el momento en que se formaron las cataratas del Iguazú, hace aproximadamente 22 millones de años (durante el Oligoceno-Mioceno). Este hecho ha favorecido la especialización y el considerable grado de endemismo de esta cuenca.

### Subdivisiones
Ictiológicamente, esta ecorregión se puede dividir en 
- Cuenca alta del río Iguazú: Cubre la cuenca superior del río Iguazú desde su cabecera hasta el salto Caicanga;
- Cuenca media-alta del río de Iguazú: Cubre las subcuencas del río Negro y del Várzea;
- Cuencas media y media-baja del río Iguazú: cubre toda la cuenca del río Iguazú por debajo del salto Caiacanga y hasta las cataratas del Iguazú, con excepción de la subcuenca  media y media-baja del río Iguazú.

## Especies características
Su fauna acuática se caracteriza por la total ausencia de varias familias de peces que abundan en las cuencas vecinas, y por un alto nivel de endemismos. Por ejemplo, de las cerca de 110 especies de peces, 39 son endémicas, llegando el porcentaje de endemismo en tramos del sector medio al 80 % (sin contar las introducidas).
Sobre la base de patrones genéticos similares de las poblaciones vicariantes, se postula que muchas de las especies no endémicas que habitan en el río Iguazú —por ejemplo Hoplias malabaricus— podrían haberse dispersado hacia el mismo como consecuencia de un contacto pretérito con las cabeceras de la lindera cuenca del río Tibagi, o mediante la captura hidrográfica de pequeños arroyos de esa cabecera, y hasta incluso alguna comunicación ocasional durante grandes inundaciones.
Como las grandes especies cazadoras migratorias que habitan el río alto Paraná nunca han podido acceder a las aguas del río Iguazú superior, algunas especies que típicamente son forrajeadas por aquellos han encontrado un escenario adecuado para diversificarse. Este es el caso del género Astyanax, con numerosas especies endémicas del Iguazú, aguas arriba de las cataratas homónimas: A. minor, A. eremus, A. bifasciatus, A. dissimilis, A. longirhinus, A. serratus, A. ita, A. totae, A. varzeae, A. jordanensis y A. gymnogenys. Ninguna de ellas habita en el Iguazú por debajo de las cataratas ni en el curso del río Paraná adyacente, aguas que presentan especies distintas de Astyanax, de estas últimas ninguna habita en las aguas sobre las cataratas.
Entre las especies características y endémicas se encuentran, por ejemplo, una especie del género Corydoras: C. carlae, tres especies del género Ancistrus: A. abilhoai, A. agostinhoi, A. mullerae, una especie del género Heptapterus: H. stewarti, una del género Imparfinis: I. hollandi, una especie del género Tatia: T. jaracatia, una especie del género Gymnogeophagus: Gymnogeophagus taroba Casciotta, Almirón, Piálek & Říčan, 2017 una especie del género Australoheros: A. kaaygua, 4 especies del género Crenicichla: C. tuca, C. iguassuensis, C. tesay y C. tapii; una especie del género Hisonotus: H. yasi, una especie del género Bryconamericus: B. pyahu etc.